# Luc Kroon
Luc Kroon (30 agosto 2001) è un nuotatore olandese, specializzato nello stile libero.

## Biografia
Agli europei di Budapest 2020, disputati nel maggio 2021 presso la Duna Aréna, ha vinto la medaglia d'argento nella staffetta mista 4x100 metri stile libera, con i connazionali Stan Pijnenburg, Jesse Puts, Ranomi Kromowidjojo, Femke Heemskerk, Marrit Steenbergen e Kim Busch, senza scendere in acqua nella finale.
Agli europei in vasca corta di 2021 Kazan' 2021 ha vinto la medaglia d'oro nei 400 metri stile libero e l'argento nei 200 metri stile libero, alle spalle del rumeno David Popovici.

## Palmarès
- Europei

Budapest 2020: argento nella 4x100m sl mista.
- Europei in vasca corta

Kazan' 2021: oro nei 400m sl e argento nei 200m sl.